# William Robert Braden
Pour les articles homonymes, voir Braden.
Cet article possède un paronyme, voir William Braden.
William Robert Braden (11 mars 1858-14 février 1922) est un homme politique canadien en Colombie-Britannique. Il est député provincial conservateur de Rossland City de 1909 à 1912.

## Biographie
Né à Cedar Grove (en) dans le Haut-Canada (maintenant l'Ontario), Braden étudie en Ontario.
Caven meurt à Victoria en février 1922 à l'âge de 63 ans.